# Suzanne D'Mello
Suzanne D'Mello (n. 15 octombrie 1976, Mumbai, Maharashtra, India), cunoscută anterior ca Suzie Q, este o cântăreață indiană, care participă la înregistrarea playback-ului⁠(d) pentru filme de Bollywood și alte filme regionale.